# Salzburger Straße (Österreich)
Die Salzburger Straße (B 150) ist eine Landesstraße in Österreich. Sie hat eine Länge von 13 km und durchquert die Stadt Salzburg in Nord-Süd-Richtung von der Anschlussstelle Salzburg-Nord an der West Autobahn (A 1) bis zur Anschlussstelle Salzburg-Süd an der Tauern Autobahn (A 10).
Die Salzburger Schnellstraße (S 41) sollte gemäß Bundesstraßengesetz von 1971 das Salzburger Stadtgebiet erschließen. Diese Schnellstraße wurde jedoch nicht gebaut, stattdessen wurde am 1. April 1983 die neue Bundesstraße 150 mit dem Namen Salzburger Straße eingerichtet. Dieser Name war durch das Bundesstraßengesetz festgelegt und berücksichtigt nicht die tatsächlichen Straßennamen im Stadtbereich. Diese lauten (von Nord nach Süd):
- Salzburger Straße von der Anschlussstelle Salzburg-Nord bis zur Brücke unter der Westbahn
- Landstraße von der Bahnunterführung bis zur Fürstenwegbrücke (Brücke über die Salzburg-Tiroler-Bahn)
- Vogelweiderstraße von der Bahnbrücke bis zur Kreuzung mit der ehemaligen Bundesstraße 1
- Sterneckstraße von der B 1 bis zum Abzweig der B 1 Richtung Straßwalchen
- Fürbergstraße vom Abzweig bis zum Kapuzinerberg
- Eberhard-Fugger-Straße vom Kapuzinerberg bis zum Abzweig zum Bahnhof Parsch
- Gaisbergstraße vom Abzweig bis zum Abzweig nach Aigen
- Bürglsteinstraße vom Abzweig bis zur Nonntaler Brücke
- Hellbrunner Straße von der Nonntaler Brücke zur Kreuzung Akademiestraße
- Alpenstraße von der Kreuzung Akademiestraße bis zur Stadtgrenze

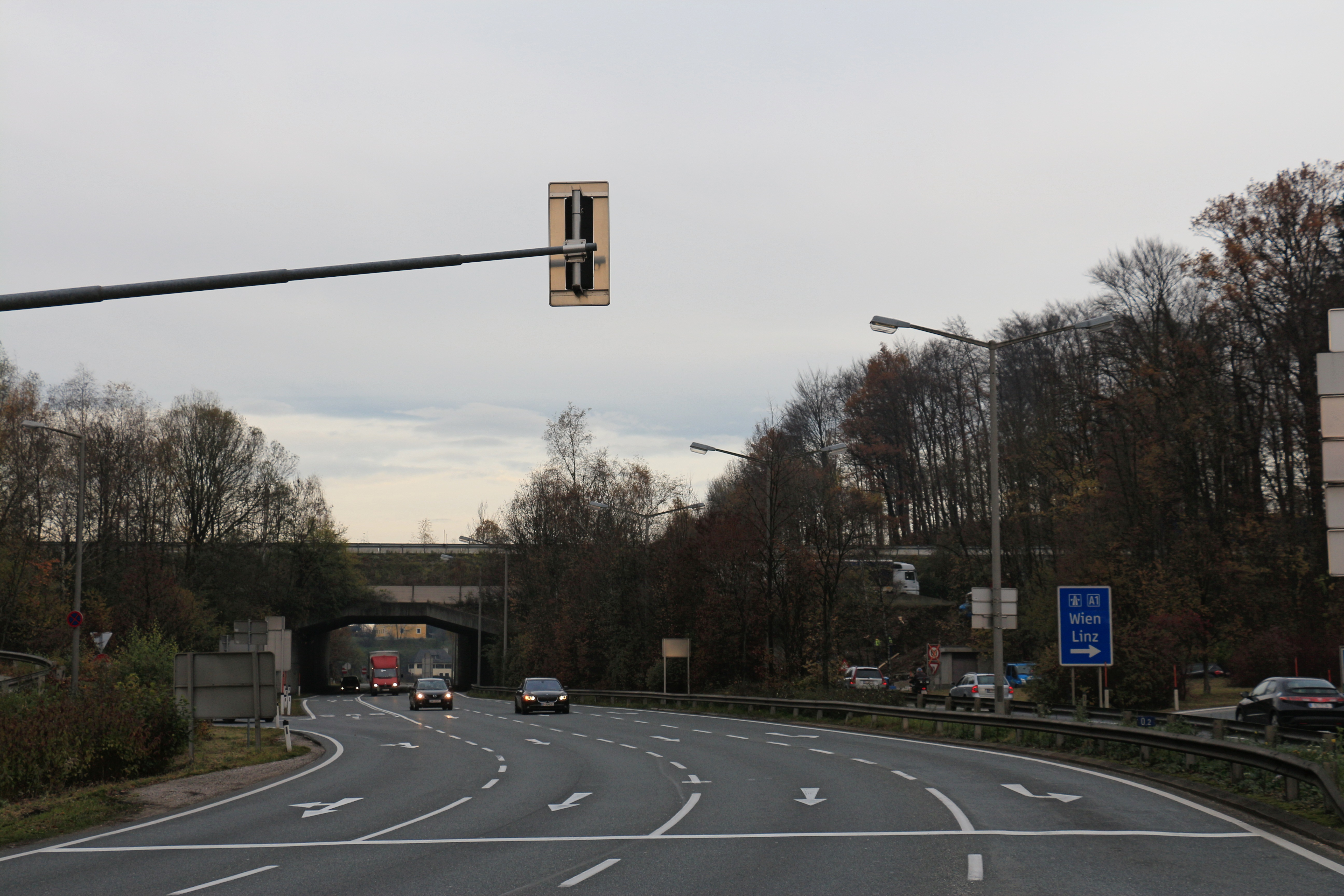
Autobahnabfahrt Salzburg-Nord, Beginn der Salzburger Straße
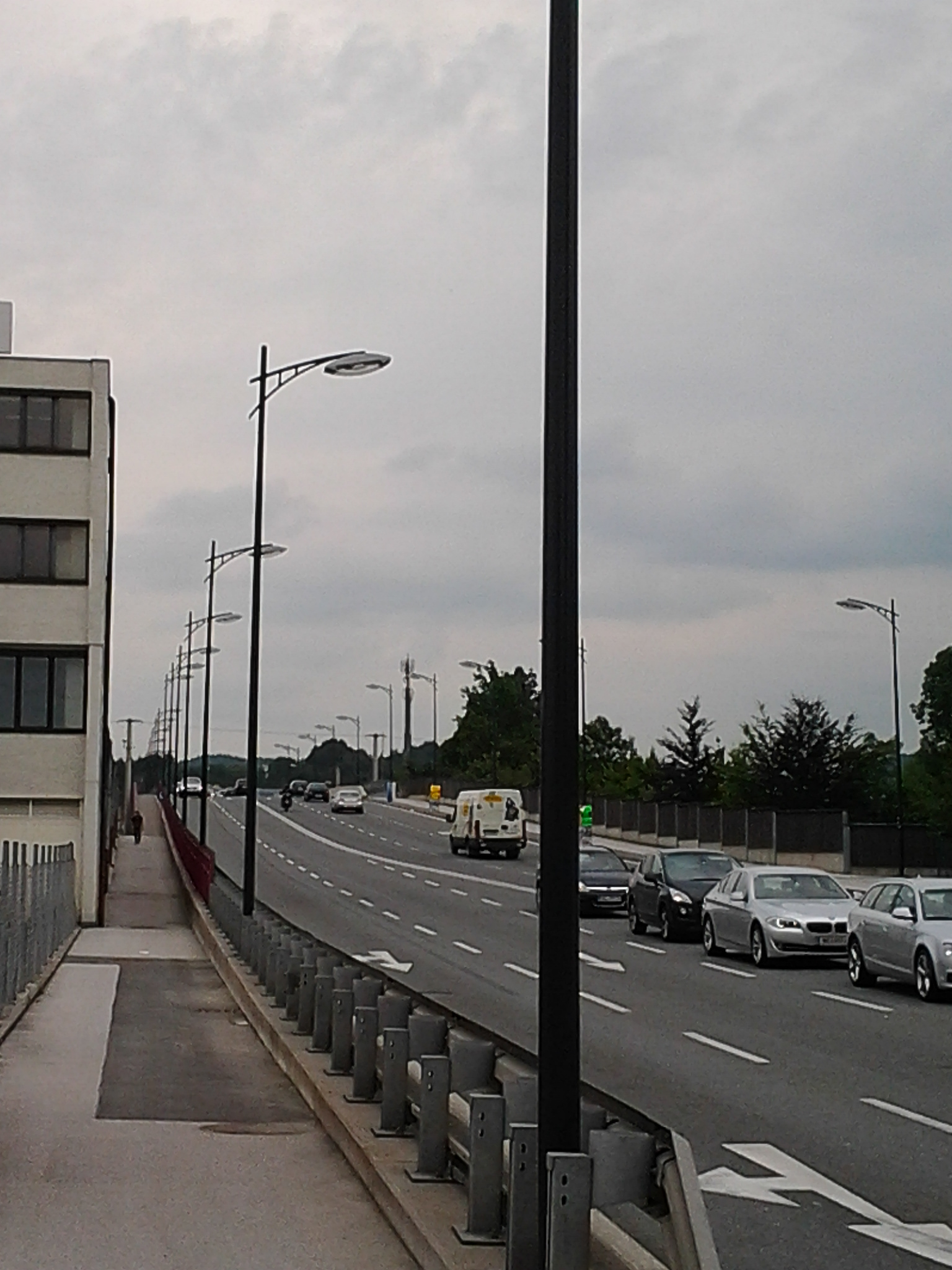
Fürstenwegbrücke, Beginn der Vogelweiderstraße
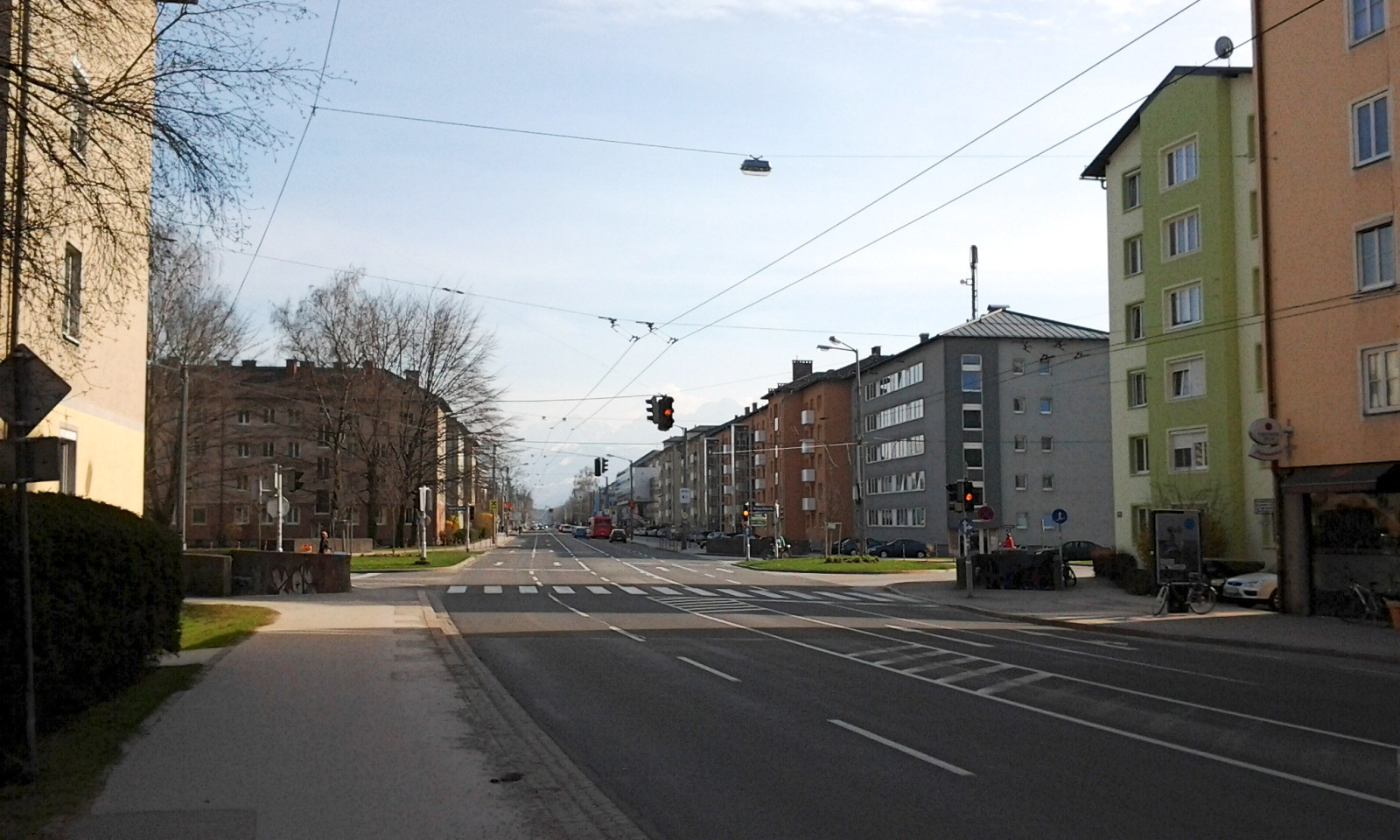
Alpenstraße als Teil der B 150 im Süden Salzburgs

Da die Straße direkt durch die Stadt Salzburg führt, wird sie von einigen Sehenswürdigkeiten gesäumt, so etwa von:
- Baron-Schwarz-Park
- Kapuzinerberg
- Festung Hohensalzburg